# Parotoplanina geminoducta
Parotoplanina geminoducta är en plattmaskart som beskrevs av Ax 1955. Parotoplanina geminoducta ingår i släktet Parotoplanina och familjen Otoplanidae. Inga underarter finns listade i Catalogue of Life.